# Rosołówka
Rosołówka – wieś w Polsce położona w województwie świętokrzyskim, w powiecie staszowskim, w gminie Bogoria.
W latach 1975–1998 miejscowość administracyjnie należała do województwa tarnobrzeskiego.

## Dawne części miasta – obiekty fizjograficzne
W latach 70. XX wieku przyporządkowano i opracowano spis lokalnych części integralnych dla Rosołówki zawarty w tabeli 1.

| Nazwa wsi – miasta | Nazwy części wsi – miasta | Nazwy obiektów fizjograficznych – charakter obiektu                            |
| ------------------ | ------------------------- | ------------------------------------------------------------------------------ |
| I. Gromada BOGORIA |                           |                                                                                |
| 1. Rosołówka       | 1. Od Szosy               | 1. Lasek — pole 2. Od Szosy — pole 3. Sachalin — pole 4. Wozienica — pole, las |

## Literatura
1. Kaczmarek Leon (red. nauk. zeszytu), Taszycki Witold (red. nauk. wyd.): Urzędowe Nazwy miejscowości i obiektów fizjograficznych. 33. Powiat staszowski województwo kieleckie. Komisja ustalania nazw miejscowości i obiektów fizjograficznych (do użytku służbowego). Z: 33. Warszawa: Urząd Rady Ministrów. Biuro do Spraw Prezydiów Rad Narodowych, 1970. Brak numerów stron w książce